# Arnaldo Catalan
Arnaldo Sanchez Catalan (ur. 18 września 1966 w Manili) – filipiński duchowny katolicki, arcybiskup, nuncjusz apostolski w Rwandzie od 2022.

## Życiorys
25 marca 1994 otrzymał święcenia kapłańskie i został inkardynowany do archidiecezji Manili. W 1998 rozpoczął przygotowanie do służby dyplomatycznej na Papieskiej Akademii Kościelnej. W 2001 rozpoczął służbę w dyplomacji watykańskiej pracując kolejno jako sekretarz nuncjatur: w Zambii (2001-2004), Kuwejcie (2004-2007), Meksyku (2007-2008) i w Turcji (2008-2009). Następnie w latach 2013-2015 był radcą nuncjatur w Indiach (2009-2012), Argentynie (2012-2015), Kanadzie (2015-2016) i na Filipinach (2016-2019).
10 sierpnia 2019 został mianowany przez Franciszka chargés d’affaires w Tajpej kierującym nuncjaturą apostolską w Chinach. 
31 stycznia 2022 został mianowany arcybiskupem tytularnym Apollonii oraz nuncjuszem apostolskim w Rwandzie. Sakry udzielił mu 11 lutego 2022 prefekt Kongregacji ds. Ewangelizacji Narodów – kardynał Luis Antonio Tagle.